# Cendrino Razaiarimalala
Cendrino Razaiarimalala (* 1978) ist eine ehemalige madagassische Leichtathletin, die sich auf den Hürdenlauf spezialisiert hat. Aktuell ist sie Inhaberin des Landesrekordes über 400 m Hürden.

## Sportliche Laufbahn
Erste internationale Erfahrungen sammelte Cendrino Razaiarimalala vermutlich im Jahr 1997, als sie bei den Spielen der Frankophonie in Antananarivo in 57,28 s die Silbermedaille im 400-Meter-Hürdenlauf hinter ihrer Landsfrau Aurélie Jonary gewann und sich mit der madagassischen 4-mal-400-Meter-Staffel in 3:35,09 min die Bronzemedaille hinter den Teams aus Kamerun und Frankreich sicherte. 1999 belegte sie bei den Afrikaspielen in Johannesburg in 59,33 s den fünften Platz über 400 m Hürden und 2001 stellte sie mit 56,49 s einen neuen Landesrekord über diese Distanz auf. Anschließend wurde sie bei den Spielen der Frankophonie in Ottawa im Vorlauf disqualifiziert. 2002 bestritt sie ihren letzten offiziellen Wettkampf und beendete daraufhin ihre aktive sportliche Karriere im Alter von 25 Jahren.

## Persönliche Bestleistungen
- 100 m Hürden: 14,35 s (−2,2 m/s), 27. Juni 2001 in Imperia
- 400 m Hürden: 56,49 s, 1. Juli 2001 in Saint-Étienne (madagassischer Rekord)